# Uranophora
Uranophora är ett släkte av fjärilar. Uranophora ingår i familjen björnspinnare.

## Bildgalleri

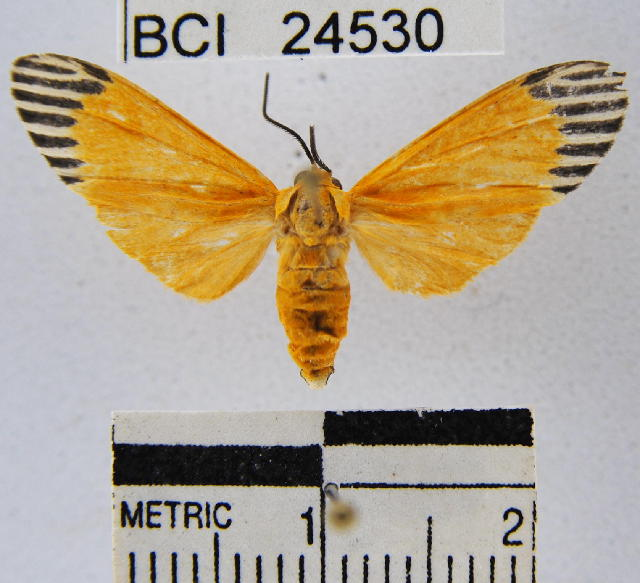

## Dottertaxa tillUranophora, i alfabetisk ordning[1]
- Uranophora albimaculata
- Uranophora albipalpis
- Uranophora albiplaga
- Uranophora albipuncta
- Uranophora alterata
- Uranophora apicalis
- Uranophora argentiflua
- Uranophora atalanta
- Uranophora atricincta
- Uranophora banghaasi
- Uranophora bipunctata
- Uranophora borealis
- Uranophora broadwayi
- Uranophora castra
- Uranophora cauca
- Uranophora chalybea
- Uranophora chejelia
- Uranophora choana
- Uranophora cincticollis
- Uranophora conchyliata
- Uranophora cordigera
- Uranophora cortes
- Uranophora entomistis
- Uranophora euchloa
- Uranophora eucyane
- Uranophora felderi
- Uranophora fenestrata
- Uranophora flammans
- Uranophora flaviceps
- Uranophora flavomaculata
- Uranophora guatemalena
- Uranophora haitiensis
- Uranophora hoppi
- Uranophora hyporhoda
- Uranophora iridis
- Uranophora jinx
- Uranophora lelex
- Uranophora lena
- Uranophora leucotela
- Uranophora levata
- Uranophora lisita
- Uranophora maranhaonis
- Uranophora melinda
- Uranophora metamela
- Uranophora munda
- Uranophora nigrorufa
- Uranophora ockendeni
- Uranophora pseudolelex
- Uranophora quadrimaculata
- Uranophora quadristrigata
- Uranophora rabdonata
- Uranophora romani
- Uranophora sanguicincta
- Uranophora splendida
- Uranophora subflavescens
- Uranophora superba
- Uranophora terminalis
- Uranophora unifascia
- Uranophora walkeri
- Uranophora venezuelensis